# Koninklijk Wiskundig Genootschap
Die Koninklijk Wiskundig Genootschap (KWG, vor 2003 einfach Wiskundig Genootschap) ist die Niederländische Mathematische Gesellschaft. Das Wort Wiskunde (wörtlich Wissenschaft) bezeichnet im Niederländischen seit der Schaffung mathematischer Fachwörter im Niederländischen durch Simon Stevin im 17. Jahrhundert die Mathematik. Die Wiskundig Genootschap ist die älteste professionelle mathematische Gesellschaft.

## Geschichte
Sie wurde 1778 von Arnoldus Bastiaan Strabbe (1741–1805), in der Stadt Amsterdam im Buchhandel tätig und für die Eichung der Weinfässer zuständig, gegründet. Schon 1770 hatte er eine eigene mathematische Zeitschrift gegründet (Oeffenschool der Mathematische Wetenschappen), die aber Finanzierungsschwierigkeiten hatte. Mit der Gründung einer Mathematischen Gesellschaft hoffte er der Zeitschrift eine solidere finanzielle Basis zu verschaffen. Da er die Gesellschaft zunehmend vor allem zum Vertrieb seiner eigenen Publikationen nutzte, wurde er 1804 aus der Gesellschaft ausgeschlossen und starb ein Jahr später. Sein Nachfolger, der Schulbuchverleger Jacob de Gelder (1765–1848), formte aus der Amsterdamer Gründung eine nationale mathematische Gesellschaft und erreichte die Etablierung des Mathematikunterrichts in niederländischen Schulen. Seit 2003 durfte sich die Gesellschaft Königlich nennen.
Seit 1875 gibt die KWG vierteljährlich das Nieuw Archief voor Wiskunde heraus (das bereits einen 1856 gegründeten Vorläufer hatte), mit einer bekannten Sparte für mathematische Probleme. Die Zeitschrift wurde im Lauf des 20. Jahrhunderts immer mehr zu einem Forschungsjournal, die Mathematiklehrer hatten ab 1924 ihre eigene Zeitschrift Euclides. Um 2000 wurde das Archief aber wieder ein Magazin, das sich an ein größeres Publikum wandte. Die Mitteilungen der Gesellschaft (Mededelingen van het Wiskundig Genootschap) werden heute elektronisch veröffentlicht. In den 1990er Jahren wurde eine Zeitschrift für Schüler Pythagoras ins Leben gerufen. 1893 bis 1934 gab die KWG unter Leitung von David Bierens de Haan (der auch Herausgeber des Nieuw Archief war) die Review-Zeitschrift Revue Semestrielle de Publications Mathématiqes heraus. Die Zeitschrift wurde aufgrund eines internationalen Beschlusses 1892 in Paris gegründet. Unter der Präsidentschaft der KWG von Diederik Johannes Korteweg ergab sich aufgrund eines Vermächtnisses die Möglichkeit diese in den Niederlanden erscheinen zu lassen, was auch die internationalen Kontakte und die internationale Ausrichtung der KWG selbst beförderte.
Ab 1914 gab die Gesellschaft die Gesammelten Werke von Thomas Jean Stieltjes heraus und ab 1975 die von Luitzen Egbertus Jan Brouwer.
Nach dem Zweiten Weltkrieg war die Gesellschaft indirekt an der Gründung des Mathematisch Centrum (heute Centrum Wiskunde & Informatica, CWI) in Amsterdam beteiligt und 1954 richtete sie in Amsterdam den ICM aus. Ab 1965 wurden die monatlichen Sitzungen durch den jährlichen Nederlands Mathematisch Congres ersetzt, der zwei Tage dauert. Es findet auch ein jährliches Winter-Symposium vor allem für Gymnasiallehrer statt und ein Herbst-Symposium der Sektion Industrie-Mathematik und Angewandte Mathematik.
Ab 1970 verleiht die Gesellschaft in Andenken an Brouwer alle drei Jahre an hervorragende Mathematiker (auch ausländische) die Brouwer-Medaille, zuerst an René Thom.
Das auf Strabbe zurückgehende Motto der Gesellschaft lautet: Een onvermoeide arbeid komt alles te boven (Unermüdliche Arbeit überwindet alles).
In den Niederlanden gibt es auf mathematischem Gebiet auch die Niederländische Gesellschaft der Mathematiklehrer, die Niederländische Gesellschaft für Statistik und die Niederländische Gesellschaft für Operations Research.